# Mohammed Haider Alo Ali
Mohammed Haider Alo Ali (25 dicembre 1979) è un calciatore emiratino, difensore o centrocampista dell'Emirates Club e della Nazionale emiratina.